# Australian Open 2019 (gra podwójna mężczyzn na wózkach)
Australian Open 2019 – gra podwójna mężczyzn na wózkach – zawody deblowe mężczyzn na wózkach, rozgrywane w ramach pierwszego w sezonie wielkoszlemowego turnieju tenisowego, Australian Open. Zmagania miały miejsce w dniach 24–25 stycznia na twardych kortach Melbourne Park w Melbourne.

## Zawodnicy rozstawieni
| Numer | Tenisiści                    | Osiągnięcie |
| ----- | ---------------------------- | ----------- |
| 01    | Alfie Hewett Gordon Reid     | półfinał    |
| 02    | Joachim Gérard Stefan Olsson | zwycięstwo  |

## Drabinka

#### Klucz
- w/o – walkower
- k – krecz
- d – dyskwalifikacja
- Q – kwalifikant
- WC – dzika karta
- LL – szczęśliwy przegrany
- Alt – zawodnik zastępczy
- PR – ochrona rankingu
- SE – specjalna przepustka
- ITF – ranking ITF
- JE – ranking juniorski

### Faza finałowa
|  |           |                                  |           |                              |           |   |                            |       |       |       |       |       |
|  | Półfinały | Półfinały                        | Półfinały | Półfinały                    | Półfinały |   |                            | Finał | Finał | Finał | Finał | Finał |
|  | Półfinały | Półfinały                        | Półfinały | Półfinały                    | Półfinały |   |                            | Finał | Finał | Finał | Finał | Finał |
|  |           |                                  |           |                              |           |   |                            |       |       |       |       |       |
|  |           |                                  |           |                              |           |   |                            |       |       |       |       |       |
|  | 1         | Alfie Hewett Gordon Reid         | 2         | 5                            |           |   |                            |       |       |       |       |       |
|  | 1         | Alfie Hewett Gordon Reid         | 2         | 5                            |           |   |                            |       |       |       |       |       |
|  |           | Stéphane Houdet Ben Weekes       | 6         | 7                            |           |   |                            |       |       |       |       |       |
|  |           | Stéphane Houdet Ben Weekes       | 6         | 7                            |           |   | Stéphane Houdet Ben Weekes | 3     | 2     |       |       |       |
|  |           |                                  |           |                              |           |   | Stéphane Houdet Ben Weekes | 3     | 2     |       |       |       |
|  |           |                                  | 2         | Joachim Gérard Stefan Olsson | 6         | 6 |                            |       |       |       |       |       |
|  |           | Gustavo Fernández Shingo Kunieda | 2         | Joachim Gérard Stefan Olsson | 6         | 6 | 2                          | 64    |       |       |       |       |
|  |           | Gustavo Fernández Shingo Kunieda |           |                              |           |   |                            |       |       |       |       |       |
|  | 2         | Joachim Gérard Stefan Olsson     | 6         | 7                            |           |   |                            |       |       |       |       |       |
|  | 2         | Joachim Gérard Stefan Olsson     | 6         | 7                            |           |   |                            |       |       |       |       |       |
|  |           |                                  |           |                              |           |   |                            |       |       |       |       |       |

## Pula nagród
| Runda        | Punkty |
| Zwycięzcy    | 800    |
| Finaliści    | 500    |
| Półfinaliści | 100    |